# Salem (kommun), Spanien
Salem är en kommun i Spanien.   Den ligger i provinsen Província de València och regionen Valencia, i den östra delen av landet, 300 km sydost om huvudstaden Madrid. Antalet invånare är 464. Arean är 8,6 kvadratkilometer. Salem gränsar till Beniarrés och Lorcha. 
Terrängen i Salem är kuperad åt sydost, men åt nordväst är den platt.